# Liberum veto
Liberum veto (česky „svoboda zakázat“) byl právní princip, který umožňoval jakémukoliv poslanci v polském sejmu, aby svým nesouhlasným prohlášením zrušil usnesení sejmu. Tento princip vzešel z tradice, že je potřeba udržet naprostou jednotu v usneseních týkajících se všech částí Polsko-litevské unie a zároveň garantovat určitou míru náboženské svobody. Poprvé bylo použito v polovině 17. století a velmi často začalo být zneužíváno v 1. polovině 18. století. Za tímto zneužíváním stáli mnohdy poslanci podplacení sousedními mocnostmi, především Ruskem a Pruskem. Po dobu 30 let vlády Augusta III. (1734-1763), se stalo pouze jednou, aby nebyla legislativní snaha sejmu zablokována tímto právem. To zcela paralyzovalo centrální vládu a Polsko bylo de facto řízeno magnáty a provinčními shromážděními, takže se fakticky rozpadlo. V letech 1764-66 se podařilo přijmout opatření omezující jeho platnost, ale přesto zůstalo symbolem úpadku Rzecypospolitej a jednou z příčin jejího konce. Výslovně bylo zrušeno Ústavou z 3. května 1791, jenže to už bylo pozdě.